# K98 155mm榴弾砲

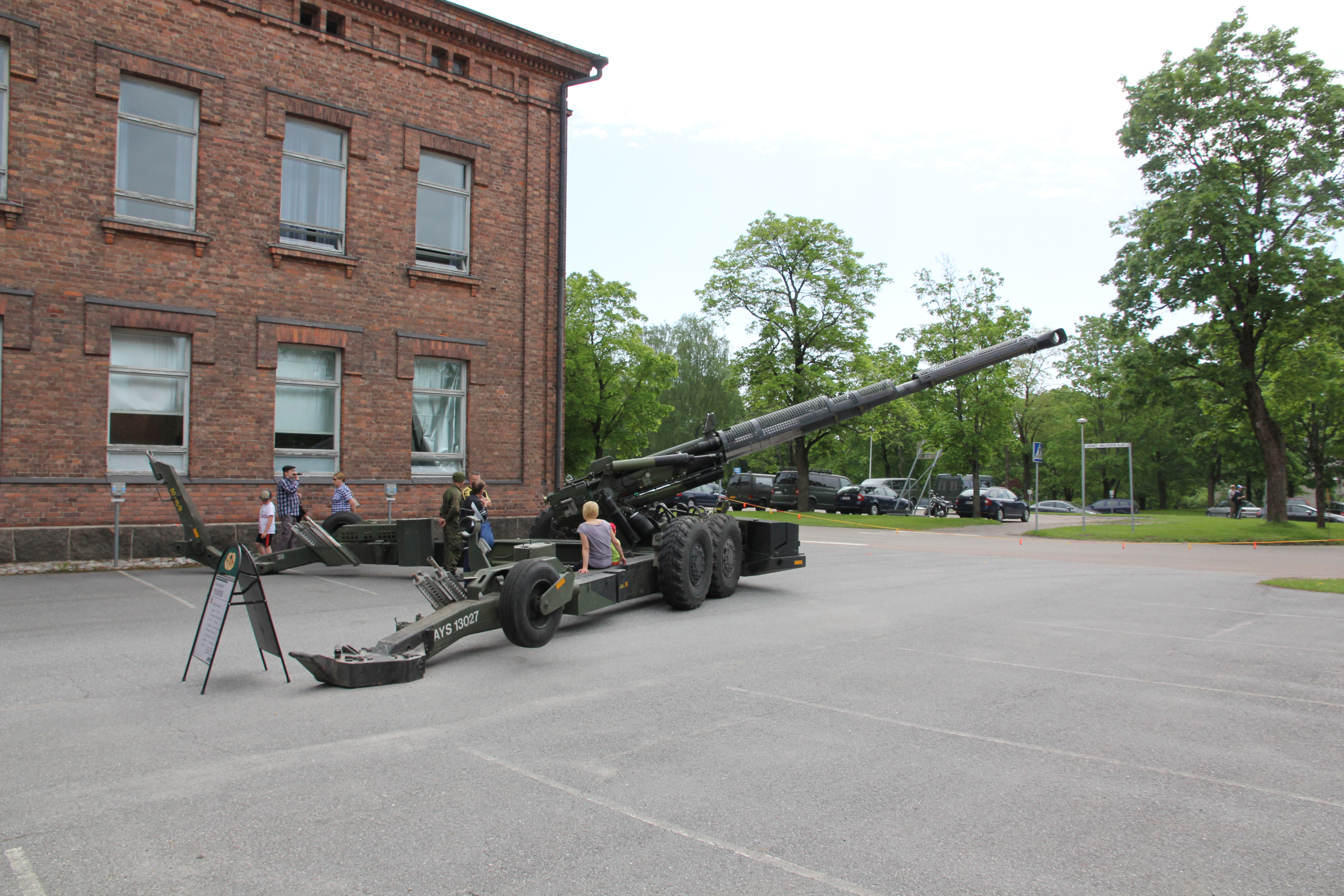
K98 155mm榴弾砲

K98 155mm榴弾砲（フィンランド語: 155 kanuuna 98 ）は、フィンランドが開発した榴弾砲である。

## 概要
国産のK83 155mm榴弾砲を基にパトリアが開発した。1998年制式採用されフィンランド陸軍に配備された。また、エジプトではライセンス生産された。
牽引式であるが、FH70榴弾砲のように補助動力装置（APU）を装備しているので、短距離なら自走できる。補助動力装置は出力78 kWのディーゼルエンジンで、最大時速15kmの自走が可能である。

## スペック
- 口径：155mm
- 砲身長：52口径
- 全長：m
- 全幅：m
- 重量：13,500kg
- 砲架：開脚式、補助動力装置（APU）装備
- 仰角：-5°/+70°
- 旋回角：65°
- 運用要員：名
- 発射速度：6発/分
- 初速： 827m/秒
- 砲弾：47kg
- 射程：27,000m（通常弾）/40,000m（長射程弾）

## 派生型
T-55戦車の車台を使用した自走榴弾砲。試作のみに終わり、のちにエジプトに売却された。

## 使用国
- フィンランド ：56門
- エジプト ：2024年時点で、エジプト陸軍が16門のGH-52を保有[1]。